# Mike Mains & The Branches
Mike Mains & The Branches is een Amerikaanse indierockband, gevestigd in Michigan. Het bestaat voor een groot deel uit Mike en Shannon Mains, maar hun nieuwste leden zijn Alex Hirlinger, Robbie Barnett en Allison Barnett. Ze kwamen voor het eerst in de nationale schijnwerpers na het uitbrengen van hun debuutalbum Home in 2010. De muziek van de band wordt het gemakkelijkst geïdentificeerd door hun gebruik van popmelodieën in tegenstelling tot de vaak agressieve vocale stijl van zanger Mains.

## Bezetting
- Mike Mains[3] (gitaar, leadzang)
- Shannon Mains[4] (zang, gitaar, toetsen, mandoline, saxofoon)
- Alex Hirlinger (gitaar, zang)
- Robbie Barnett (drums)
- Allison Barnett (basgitaar, zang)

De bezetting van Mike Mains & The Branches bestond aanvankelijk uit frontman en gitarist Mains, David Denison op drums, Shannon Mains (Briggs) op toetsen en Jacob Burkhart op bas, die de band in april 2011 verliet en Denison een jaar later. Nate Wethy, die begon als interim-tourende bassist, zou uiteindelijk de rol van een volledig lid komen vervullen voor vier jaar, te vertrekken in 2015. Josh Smith, een muziekproducent uit Lansing, Michigan, werd gevraagd voor de productie van de eerste ep van de band en wordt ook vermeld als leadgitarist op Home. De leegte van drummer, gitarist en bassist werd gevuld door verschillende toerende leden. Nu is er echter een fulltime drummer, bassist en gitarist voor de band, naast een zanger en toetsenist.

## Geschiedenis
Mike Mains & The Branches werd geformeerd in 2009 in Gainesville (Texas) door Mike Mains en David Denison. De twee werden al snel vergezeld door Jacob Burkhart en Shannon Briggs, de toekomstige vrouw van Mains. Nadat ze besloten hadden fulltime muziek te gaan maken, verhuisde de band naar Mike en Shannons thuisstaat Michigan. Hun debuutalbum Home werd geproduceerd door Tyler Orr en gemixt door Matt Malpass. Het album werd op 5 juni 2012 in eigen beheer uitgebracht. Na meer dan een jaar constant te hebben getoerd ter ondersteuning van hun debuut, tekende Mike Mains & The Branches bij Platinum Pop Music. Nadat Platinum ten onder ging, bleef de band onafhankelijk, terwijl ze aan nieuw materiaal werkten. De band is bekend geworden door hun energieke liveoptredens. In 2012 speelden ze in het laatste jaar op het hoofdpodium van het Cornerstone Music Festival en na het evenement werd de show van de band uitgeroepen tot de beste van het festival.
In het voorjaar van 2013 lanceerde de band een succesvolle crowdfunding-campagne via PledgeMusic en begon met het opnemen van nieuw materiaal voor een vervolgalbum. De eerste van de nieuwe nummers werden uitgebracht op de ep Everything, net voor de start van een Fall Tour met The Orphan, The Poet & The American Opera. Op 18 februari 2014 bracht de band hun voltooide tweede album Calm Down, Everything Is Fine uit, mede geproduceerd door Matt Hoopes van Relient K. Het album bevatte ook Zac Farro van Paramore op drums. In augustus 2018 kondigde de band aan dat ze hadden getekend bij Tooth & Nail Records en lanceerde opnieuw een succesvolle crowdfunding-campagne om hun derde studioalbum When We Were in Love te financieren. Het album werd geproduceerd door Nathan Horst en is uitgebracht op 5 april 2019.
Het debuutalbum Home van Mike Mains & The Branches werd aanvankelijk uitgebracht zonder noemenswaardige kritische respons. De succesvolle publicatie van een videoclip voor het nummer Stereo kreeg echter enige aandacht, wat leidde tot een aantal positieve recensies. De meeste dekking van het album volgde echter op de heruitgave in juni 2012. TVU's muziek countdown show noemde Ten Most Wanted de meest gewilde video van 2011. Hun tweede album Calm Down, Everything Is Fine werd met veel enthousiasme ontvangen, aangezien veel recensenten de unieke stijl en "It"-factor opmerkten, die Mike Mains & the Branches in hun nieuwe muziek portretteren. Noises bracht veel aandacht voor zijn zanderige rockkant, terwijl Slow Down een heel andere, rustige, folkachtige kant van Mike Mains naar voren brengt. Het hele album portretteert veel verschillende muziekstijlen, maar ze zijn allemaal meesterlijk uitgevoerd en tonen het ware talent en de vaardigheid van de band.

## Het albumWhen We Were In Love
In oktober 2018 bracht Mike Mains And The Branches de nieuwe single Endless Summer uit. Dit nummer zou op hun nieuwe album When We Were In Love worden gezet. In november 2018 brachten ze de single Breathing Underwater uit van het aankomende album. Deze singles begonnen populair te worden en verspreidden zich op sociale media. Ze kwamen ook uit met een ep van 4 nummers van het album van 22 maart. Een van die nummers was Around the Corner. De zanger zegt dat dit nummer gaat over zijn worsteling met depressie. Ze kwamen met nieuwe singles tot 5 april 2019, toen ze hun nieuwe album uitbrachten. Volgens de band gaat het album over de worstelingen in het huwelijk van Mike en Shannon. De liedjes gaan door de relatie van de twee leden gedurende hun huwelijk. De band interviewde met Talk Nerdy With Us en zei dat het album bijna drie jaar in beslag nam om van begin tot eind te maken. Het album When We We Were In Love werd vijf jaar na hun vorige album Calm Down, Everything Is fine uitgebracht in 2014. Volgens een interview met Vents Magazine verklaarde de band dat de reden dat ze tussen die vijf jaar niet met nieuwe muziek uitkwamen te wijten was aan tijd en middelen.

## Discografie
Mike Mains Project
De leadzanger en gitarist Mike Mains ging in 2017 een jaar solo en kwam uit met een kerst-ep en de single My Way. De door hem geproduceerde albums worden onafhankelijk geproduceerd.

### Singles
- My Way

### Albums
- Christmas Magic

Mike Mains & The Branches
De afgelopen tien jaar heeft de band drie albums, twee ep's en drie singles uitgebracht. Het album The Rustic EP is niet te koop is. Drie van de vier nummers op het album zijn echter wel te beluisteren op YouTube.

### Studioalbums
- 2010: Home
- 2014: Calm Down Everything is Fine
- 2019: When We Were In Love

### Ep's
- 2009: The Rustic
- 2013: Everything
- 2019: Live Forever
- 2019: Around The Corner

### Singles
- 2018: Breathing Underwater
- 2018: Endless Summer